# Малакеев, Вячеслав Алексеевич
Вячеслав Алексеевич Малакеев (26 июля 1973, Волгоград, РСФСР, СССР) — российский футболист, нападающий. Имеет также финское гражданство.

## Карьера
Играть начать в Волгограде. В 1991 перешёл в клуб 2-й низшей лиги «Звезда» (Городище), где провел два года. В 1993—1994 годах выступал за «Торпедо» Волжский. С 1995 играл в Финляндии. Первые 4 сезона провел за КПТ-85 из города Кеми, где вместе с ним играли его бывшие партнеры по «Торпедо» — Алексей Жуков, Александр Новик. Вместе с клубом поднялся из 3-го дивизиона во второй. В 1999—2000 годах играл в клубе высшей лиги МюПа, где за два сезона сумел забить только 2 мяча. В 2000 был арендован клубом «Альянсси», где провел два матча. В 2001-2009 годах играл за «Виикингит».